# Podhradí (Hradec Králové)
Podhradí é uma comuna checa localizada na região de Hradec Králové, distrito de Jičín‎.